# Jim Osborne
Pour les articles homonymes, voir Osborne.
 Jim Osborne, né le 1er février 1945 à Honolulu, est un ancien joueur de tennis professionnel américain.

## Palmarès

### Finale en simple messieurs
| No | Date       | Nom et lieu du tournoi                | Catégorie | Surface    | Vainqueur  | Score         |  |
| -- | ---------- | ------------------------------------- | --------- | ---------- | ---------- | ------------- |  |
| 1  | 12-10-1970 | Tournoi de tennis de Phoenix, Phoenix |           | Dur (ext.) | Stan Smith | 6-3, 6-7, 6-1 |  |

### Titres en double messieurs
| No | Date       | Nom et lieu du tournoi                       | Catégorie | Surface         | Partenaire     | Finalistes                    | Score         |  |
| -- | ---------- | -------------------------------------------- | --------- | --------------- | -------------- | ----------------------------- | ------------- |  |
| 1  | 24-07-1971 | Tanglewood International Clemmons            |           | Dur (ext.)      | Jim McManus    | Jeff Austin Jimmy Connors     | 6-2, 6-4      |  |
| 2  | 02-08-1971 | Tournoi de tennis de Columbus Columbus (OH)  |           | Dur (ext.)      | Jim McManus    | Jimmy Connors Roscoe Tanner   | 4-6, 7-5, 6-2 |  |
| 3  | 22-08-1971 | Tournoi de tennis de Merion Merion (en)      |           | Gazon (ext.)    | Clark Graebner | Robert McKinley Dick Stockton | 7-6, 6-3      |  |
| 4  | 20-09-1971 | Tournoi de tennis de Sacramento Sacramento   |           | Moquette (int.) | Jim McManus    | Frew McMillan Robert Maud     | 7-3, 6-3      |  |
| 5  | 06-02-1972 | Tournoi de tennis de Des Moines Des Moines   |           | Dur (int.)      | Jim McManus    | Georges Goven Thomaz Koch     | 6-2, 6-3      |  |
| 6  | 14-02-1972 | Tournoi de tennis de Los Angeles Los Angeles |           | NC              | Jim McManus    | Ilie Năstase Ion Țiriac       | 6-2, 5-7, 6-4 |  |
| 7  | 26-06-1972 | The Queen's Club Championships Londres       |           | Gazon (ext.)    | Jim McManus    | Jürgen Fassbender Karl Meiler | 4-6, 6-3, 7-5 |  |

### Finales en double messieurs
| No | Date       | Nom et lieu du tournoi                   | Catégorie | Dotation | Surface      | Vainqueurs                   | Partenaire  | Score         |  |
| -- | ---------- | ---------------------------------------- | --------- | -------- | ------------ | ---------------------------- | ----------- | ------------- |  |
| 1  | 22-09-1969 | Pacific Southwest Tournament Los Angeles |           | 24 500 $ | Dur (ext.)   | Pancho Gonzales Ron Holmberg | Jim McManus | 6-3, 6-4      |  |
| 2  | 23-08-1970 | Tournoi de tennis de Merion Merion (en)  |           | NC $     | Gazon (ext.) | Bill Bowrey Ray Ruffels      | Jim McManus | 3-6, 6-2, 7-5 |  |
| 3  | 30-07-1973 | Tanglewood International Clemmons        |           | NC $     | Dur (ext.)   | Bob Hewitt Andrew Pattison   | Jim McManus | 6-4, 6-4      |  |